# Plénum (soud)
Plénum je shromáždění všech soudců určitého soudu. V plénu proto bývají rozhodovány jen nejzásadnější věci.

## Ústavní soud České republiky
V České republice rozhoduje konkrétní případy v plénu pouze Ústavní soud, který je složen z 15 soudců. Rozhoduje takto:
- o zrušení zákonů a jiných právních předpisů nebo jejich jednotlivých ustanovení,
- o ústavní žalobě Senátu proti prezidentu republiky pro velezradu,
- o návrhu prezidenta na zrušení usnesení Poslanecké sněmovny a Senátu o tom, že prezident republiky nemůže ze závažných důvodů svůj úřad vykonávat,
- o tom, zda rozhodnutí o rozpuštění politické strany nebo jiné rozhodnutí týkající se její činnosti je ve shodě s ústavními nebo jinými zákony,
- o stanovisku k právnímu názoru jeho senátu, které se odchyluje od právního názoru vysloveného v dřívějším nálezu, nebo pokud senát nerozhodl, protože žádný z návrhů na usnesení nezískal většinu hlasů,
- o návrhu na obnovu řízení v trestní věci, kterou již dříve Ústavní soud rozhodl, ale později mezinárodní soud shledal, že v rozporu s mezinárodní smlouvou bylo porušeno lidské právo nebo základní svoboda,
- o návrzích na posouzení souladu mezinárodní smlouvy s ústavním pořádkem,
- o dalších věcech ve své pravomoci, které si vyhradí,
- o úpravě svých vnitřních poměrů a o ustavení svých senátů a o pravidlech rozdělení agendy mezi ně.

Plénum Ústavního soudu může jednat a usnášet se, je-li přítomno alespoň deset soudců a pro přijetí rozhodnutí je třeba prostá většina přítomných. Pro rozhodnutí o zrušení právního předpisu, o velezradě prezidenta republiky, o zrušení usnesení Poslanecké sněmovny a Senátu o tom, že prezident nemůže vykonávat svůj úřad, o souladu mezinárodní smlouvy s ústavním pořádkem a pro rozhodnutí přijímané na základě právního názoru, který se odchyluje od dřívějšího právního názoru Ústavního soudu, je však třeba alespoň devíti přítomných soudců.

## Nejvyšší soudy České republiky
Plénum Nejvyššího soudu v zájmu jednotného rozhodování soudů zaujímá sjednocující stanoviska k rozhodovací činnosti soudů v otázkách, která se týkají všech jeho kolegií nebo která jsou mezi kolegii sporná (ve věcech určitého kolegia přijímá sjednocující stanoviska příslušné kolegium). Dále projednává jednací řád soudu a rozhoduje o sloučení nebo rozdělení kolegií. Jednání je neveřejné, svolává je a řídí předseda soudu, svolat je musí vždy, jestliže o to požádá alespoň třetina všech soudců. Plénum se může platně usnášet za přítomnosti nejméně dvou třetin všech soudců, k přijetí usnesení je potřeba prosté většiny přítomných, ve věcech sjednocovacích stanovisek a slučování nebo rozdělování kolegií však většiny všech.
Naproti tomu Nejvyšší správní soud se na kolegia nečlení a proto o zaujetí sjednocujících stanovisek ve správním soudnictví rozhoduje přímo vždy plénum, které kromě projednávání jednacího řádu také rozhoduje která významná rozhodnutí správních soudů budou uveřejněna ve Sbírce rozhodnutí. Jednání pléna je také neveřejné a platí pro něj v zásadě stejná pravidla, jako pro plénum Nejvyššího soudu.